# RSF (synthétiseurs)
Pour les articles homonymes, voir RSF.
RSF S.A était une société française spécialisée dans la fabrication de modules électroniques et de synthétiseurs. 

## Histoire de la société
Ruben et Serge Fernandez s'intéressent au début des années 1970 à l'électronique et fabriquent de petits modules. Alors étudiants à Toulouse, ils découvrent l'univers des synthétiseurs et créent leur premier modèle en 1976, le modulaire série 11. En étudiant un EMS Synthi prêté par Klaus Schulze ils complètent leurs connaissances et fondent leur société, RSF, à Toulouse en 1977. Environ 300 systèmes modulaires seront commercialisés. Le Kobol, un synthétiseur monophonique programmable en partie inspiré du Minimoog, sort en 1978. C'est un succès, plus de 200 exemplaires seront fabriqués. Kate Bush, Jean Michel Jarre, Vince Clarke, vangelis et surtout Peter Gabriel adoptent les synthétiseurs RSF pour leurs sonorités, leur fiabilité et leur design.

Mais la société doit faire face à une demande particulièrement difficile à tenir : faire un Kobol polyphonique. À partir d'un clavier de commande et de plusieurs modules il est possible de créer un "vrai faux" Polykobol, mais ce n'est qu'une étape intermédiaire.
À partir de 1981, les frères Fernandez se séparent et Ruben continue la fabrication de synthétiseurs à Saint-Sulpice-sur-Lèze. Il tente de terminer la conception d'un clavier polyphonique programmable, mais les problèmes techniques et financiers s'accumulent, et malgré la réussite de la Blackbox, un petit module qui permet de transformer un synthétiseur monophonique en pseudo polyphonique, RSF fait faillite en 1982. Elle est rachetée par ARIA, une société d'électronique située en Ariège, qui permet in extremis à Ruben Fernandez de terminer le Polykobol 2 en 1983. Malheureusement c'est un échec retentissant : le clavier et le séquenceur ne sont pas fiables, et le prix de vente est trop élevé, 60 000 francs français, alors que Yamaha lance le DX 7 la même année. Des boîtes à rythmes numériques, les DD14 et 30, doivent permettre de renouer avec la rentabilité financière, mais malgré les qualités de la SD140, un échantillonneur proche de la SP12 d'E-mu, ARIA abandonne RSF en 1987. 
Ruben Fernandez s'est recyclé dans l'informatique, Serge Fernandez s'est spécialisé dans les systèmes audiovisuels haut de gamme, son entreprise porte encore le nom RSF

## Liste des principaux produits RSF
- Modulaire Série 11 (1976)
- Kobol, synthétiseur monophonique programmable (1978)
- Expander Kobol I, synthétiseur monophonique modulaire (1979)
- Polyclavier, clavier de commande (1980)
- Blackbox, module polyphonique (1983)
- Polykobol II, synthétiseur polyphonique programmable (1983)
- DD14 et DD30, boîtes à rythmes (1984)
- SD140, boîte à rythmes/échantillonneur(1985)